# Арчители (Пескара)
Арчители (итал. Arcitelli) је насеље у Италији у округу Пескара, региону Абруцо.
Према процени из 2011. у насељу је живело 58 становника. Насеље се налази на надморској висини од 202 м.